# Музей Серебряного века
Музе́й Сере́бряного ве́ка (Дом Брю́сова) — музей, посвящённый литературным течениям начала XX века: символизму, акмеизму, авангардизму и футуризму. Учреждение было основано в 1999 году как филиал Государственного литературного музея. Располагается в особняке купца Ивана Баева, спроектированном архитектором Владимиром Чагиным в стиле северный модерн. В этом здании с 1910 по 1924 год проживал писатель и поэт Валерий Брюсов, мемориальный кабинет которого является основой экспозиции.

## История

### Здание

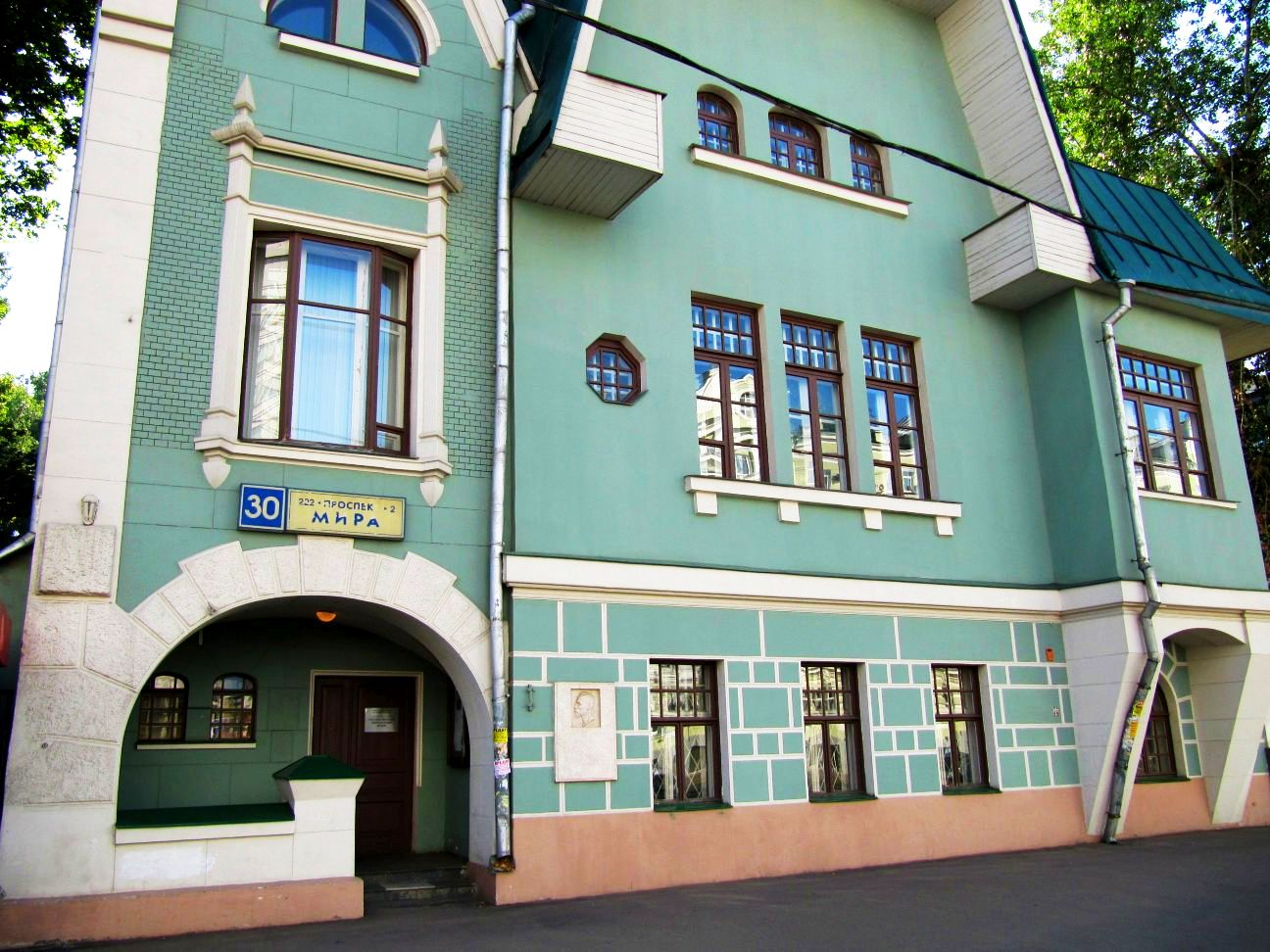
Здание купца Ивана Баева, 2017 год

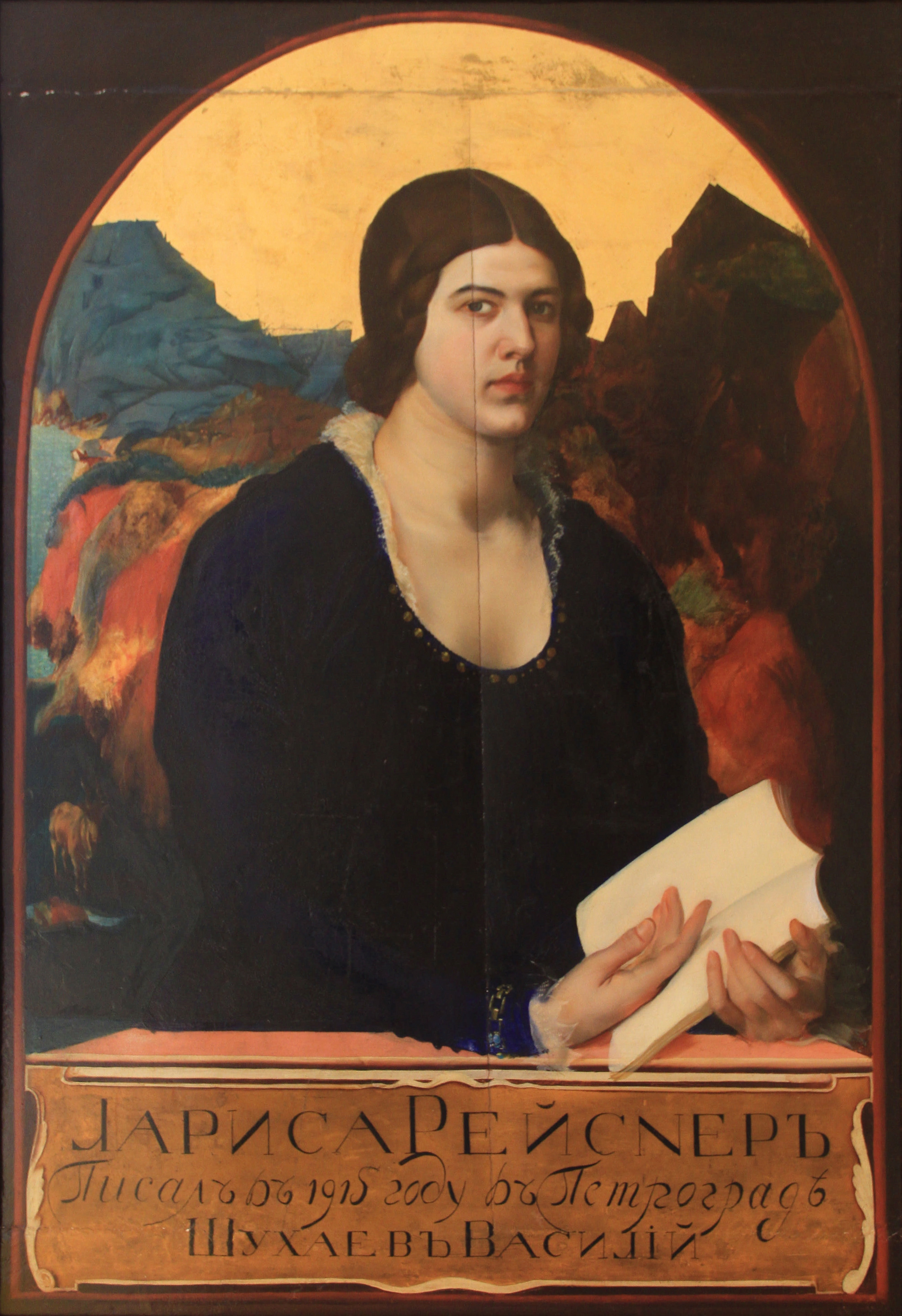
Изображение Ларисы Рейснер, 1915 год

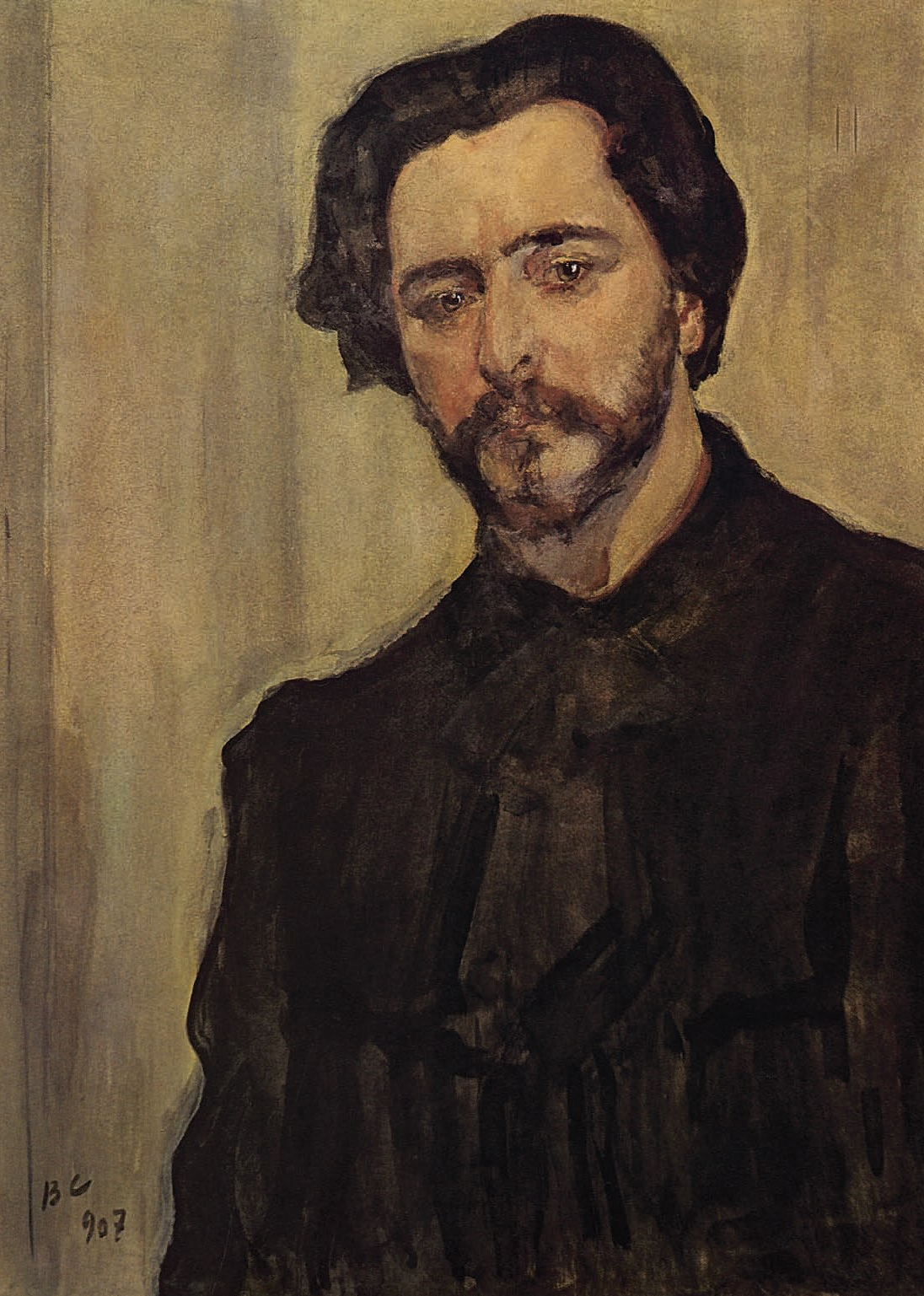
Портрет Леонида Андреева, 1907 год

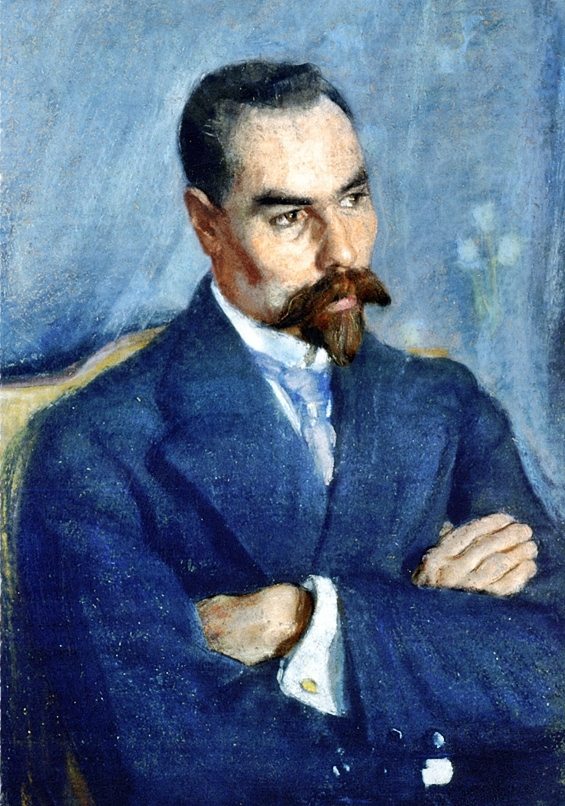
Портрет Валерия Брюсова, 1920 год

Ведущий сотрудник музея, кандидат фил. наук Моника Орлова принимает в дар музею антологию "Армянская поэзия с древнейших времен до наших дней" под редакцией Валерия Брюсова от первого вице-президента Союза армян России Лусик Гукасян на вечере, посвященном армянской поэзии в русских переводах 25 февраля 2021 г.

В начале XX века двухэтажный деревянный дом, принадлежащий купцу Ивану Баеву, был перестроен по проекту архитектора Владимира Чагина. Здание является одним из наиболее репрезентативных примеров северного модерна и имеет форму неправильного многоугольника — таким образом создаётся зрительный эффект близости дома к окружающему ландшафту. С 1910 по 1924 год в здании снимал квартиру писатель-символист Валерий Брюсов. Он проживал в пятикомнатной квартире на первом этаже, однако в результате политики уплотнения в 1918 году помещение перестроили под коммунальные квартиры. В XX веке особняк пережил несколько пожаров, один из которых уничтожил половое покрытие третьего этажа, однако исторические интерьеры особняка при этом не пострадали. В 1987-м здание перешло во владение Государственному литературному музею, который профинансировал реставрацию помещений.

### Открытие музея
Неофициально музей начал работу в середине 1920-х годов, когда после смерти писателя вдова Иоанна Матвеевна стала проводить открытые собрания деятелей культуры, интересующихся творчеством Брюсова. В 1926-м она отправила официальное письмо наркому просвещения Андрею Бубнову с просьбой ликвидировать коммунальную квартиру: проживание десяти семей в соседних комнатах могло нанести вред мемориальным вещам Брюсова. С того же времени музей начинал функционировать на общественных началах — велась работа по переводу произведений, разбору рукописей, а также доработке статей. После смерти Иоанны Брюсовой в 1965 году музей возглавила Елена Чудецкая — бывший секретарь писателя. В 1987-м новый директор Наталья Шахалова добилась присоединения учреждения к Государственному литературному музею, а также реставрации мемориального кабинета. В 1999 году была организована первая постоянная экспозиция «Пушкин и серебряный век русской литературы». Открытие выставки приурочили к 200-летнему юбилею со дня рождения Пушкина, над оформлением интерьеров работали научные сотрудники: Наталья Виноградова, Илья Гладыш, а также Авет Тавризов.

## Экспозиция
Оформлением музейных залов занимался художник Авет Тавризов, использовавший в интерьерах элементы модерна, классицизма и авангарда. В каждой комнате висят портреты писателей и поэтов, а также представлены графические и живописные изображения художников той эпохи. В общем холле размещён портрет Пушкина, выполненный художницей Натальей Нератовой. Экспозиция располагается на двух этажах бывшего дома Ивана Баева: на первом находится мемориальный кабинет, а на втором — залы, посвящённые литературным классикам Серебряного века.
Мемориальный кабинет Валерия Брюсова
Центром экспозиции является мемориальный кабинет Брюсова, поскольку он был полностью восстановлен. На рабочем столе литератора располагается сборник «Поэзия Армении»: Брюсов перевёл с древнеармянского языка более тысячи работ писателей и поэтов. За эту работу в 1923 году символисту дали звание «Народный поэт Армении». Работая в этом кабинете, Брюсов завершил романы «Алтарь победы», «Юпитер поверженный», «Зеркало теней», а также «Миндаль». В книжных шкафах кабинета представлена обширная библиотека писателя, состоящая из более чем тысячи изданий. На стенах висят портреты и фотографии драматурга, в том числе литография со знаменитого портрета работы Михаила Врубеля, созданного в 1905-м. Из мемориальных вещей в зале выставляются дубовый стол, часы, мебельный гарнитур, а также рисунки, подаренные художниками Фёдором Рербергом, Константином Феофилактовым и Натальей Гончаровой.
Центральный зал
В главном зале музея проходят художественные и музыкальные мероприятия, а также творческие вечера. Стены украшают портреты Брюсова работы художника Сергея Малютина от 1913 года и портрет писателя Леонида Андреева, выполненный Валентином Серовым в 1907-м.
Зал символизма
В зале русского символизма представлены портреты, книги и рукописи писателей Андрея Белого, Юргиса Балтрушайтиса, Георгия Чулкова, Евгения Лансере, Александра Блока. В углу расположен восстановленный интерьер редакции журналов «Скорпион» и «Весы», печатавшей произведения писателей-символистов. Рядом экспонируется шарж литературной столицы Санкт-Петербурга 1910-х годов — кафе «Привал комедиантов». Изображение было создано в 1916-м и воспроизводит творческую атмосферу одного из вечеров: Осип Мандельштам, Анна Ахматова, Николай Гумилёв, Константин Бальмонт, Владислав Ходасевич и другие поэты слушают выступления на сцене.
Зал акмеизма
Комната, посвящённая акмеизму, содержит коллекцию материалов о развитии данного направления, возникшего в 1910-е годы в России. Стены покрашены в светлый цвет, совместно с большим количеством зеркал это создаёт иллюзию раздвоения пространства. По периметру расставлены бюсты Марины Цветаевой, Сергея Есенина, Бориса Пастернака, Максимилиана Волошина, а также Ларисы Рейснер, что создаёт эффект присутствия. На стене висит автограф Александра Блока, оставленный поэтом после первого прочтения поэмы «Двенадцать».
Зал футуризма
Последний зал экспозиции посвящён деятельности поэтов-новаторов Владимира Маяковского, Велимира Хлебникова и Игоря Северянина. Комната окрашена в тёмный цвет и единственным светлым пятном являются ярко подсвеченные витрины. На стенах изображены геометрические узоры, символизирующие вызов общественному мнению. Здесь располагаются оригинальные афиши начала XX века, сохранившие старый и новый орфографические стили. Экскурсия по музею завершается в зале с копией памятника Петру I «Медный всадник», который по замыслу организатора интерьеров Авета Тавризова символизирует наслоение эпох: соединение русской государственности и формы творчества поэтов и писателей.